# Hana Moudrá
Hana Moudrá (* 20. dubna 1966 Rychnov nad Kněžnou) je česká politička, v letech 2004 až 2012 zastupitelka Libereckého kraje, v letech 2005 až 2014 starostka města Česká Lípa, bývalá členka ODS, nyní členka strany Soukromníci.

## Životopis

### Studium a profesní dráha
Absolvovala střední pedagogickou školu a poté nastoupila jako učitelka do mateřské školky. Od roku 1995 pracovala jako vedoucí oddělení dávek sociální péče na Městském úřadě v České Lípě, roku 2000 změnila zaměstnání, až do roku 2002 pracovala jako vedoucí odboru sociálních věcí a zdravotnictví u Městského úřadu v Novém Boru.

### Politická kariéra
V roce 2002 se díky úspěchu ve volbách do zastupitelstev obcí stala místostarostkou města Česká Lípa, starostkou České Lípy se stala 26. ledna 2005, když na tomto postu vystřídala Petra Skokana zvoleného hejtmanem Libereckého kraje. V roce 2004 byla zvolena i do zastupitelstva Libereckého kraje, kde setrvala 8 let. Ve volbách na podzim roku 2012 již nekandidovala.
Ve volbách do zastupitelstev obcí v říjnu 2010 svůj post starostky a zároveň v zastupitelstvu radě města Česká Lípa obhájila. Několikrát čelila pokusu opoziční ČSSD na své odvolání z funkce starostky. Ve volbách do Poslanecké sněmovny PČR v roce 2013 kandidovala v Libereckém kraji jako lídryně ODS, ale neuspěla.
V komunálních volbách v roce 2014 již do Zastupitelstva města Česká Lípa nekandidovala a skončila tak i v pozici starostky města. Následně se přestěhovala do Hradce Králové, kde byla ve volbách v roce 2018 z pozice členky lídryní Strany soukromníků České republiky, ale neuspěla.
Ve volbách do Evropského parlamentu v květnu 2019 kandidovala jako členka Soukromníků na 8. místě kandidátky subjektu s názvem "Strana soukromníků České republiky a NEZÁVISLÍ s podporou Občanské demokratické aliance a profesních společenstev", ale nebyla zvolena.

## Další funkce
Byla členkou dozorčí rady Nemocnice Česká Lípa až do 19. prosince 2012, kdy byla novým vedením Libereckého kraje odvolána. Byla členkou Čestné rady ZZS Libereckého kraje a Svazu pro rozvoj cestovního ruchu Libereckého kraje. Dále byla členkou Českolipské informační, spol. s.r.o, dozorčích rad Severočeských vodáren, a. s., Českolipské teplárenské a. s.
V Radě místního sdružení ODS byla místopředsedkyní a také členkou oblastní rady ODS.
Ve volebním období 2012–2016 byla členkou Výboru sociálních věcí zastupitelstva Libereckého kraje.

## Rodina a zájmy
Má dvě děti, Radima a Aničku. Zprvu zpívala ve sboru a sportovala (aerobic, kolo, lyžování). Bydlí v Hradci Králové.